# Trivalea-Moșteni
Trivalea-Moşteni é uma comuna romena localizada no distrito de Teleorman, na região de Muntênia. A comuna possui uma área de 125.00 km² e sua população era de 2970 habitantes segundo o censo de 2007.